# Paedomastax visseri
Paedomastax visseri is een rechtvleugelig insect uit de familie Eumastacidae. De wetenschappelijke naam van deze soort is voor het eerst geldig gepubliceerd in 1935 door Willemse.